# Thisted Sogn
Thisted Sogn er et sogn i Thisted Provsti (Aalborg Stift). Sognet ligger i Thisted Kommune; indtil Kommunalreformen i 1970 lå det i Hundborg Herred (Thisted Amt). I Thisted Sogn ligger Thisted Kirke.
I Thisted Sogn findes flg. autoriserede stednavne:
- Dragsbæk (bebyggelse)
- Fårtoft (bebyggelse, ejerlav)
- Lerpytter (bebyggelse)
- Thisted (bebyggelse)
- Tingstrup (bebyggelse, ejerlav)
- Torp (bebyggelse, ejerlav)